# Euploea novarae
Euploea novarae är en fjärilsart som beskrevs av Felder 1862. Euploea novarae ingår i släktet Euploea och familjen praktfjärilar. Inga underarter finns listade i Catalogue of Life.